# Notti europee delle farfalle notturne
Le Notti europee delle farfalle notturne (inglese: European Moth Nights - EMN) sono una manifestazione internazionale a cadenza annuale rivolta a tutti gli appassionati di entomologia, durante la quale singoli ricercatori o gruppi di essi, in differenti località d'Europa, raccolgono od osservano esemplari di farfalle notturne.
La formazione dei gruppi è spontanea ed autonoma, e i dati raccolti vengono successivamente inoltrati ad una sede di raccolta centrale.

## Obiettivi della manifestazione
1. Favorire i contatti a livello nazionale e internazionale e realizzare un lavoro collettivo tra studiosi di farfalle notturne e altri appassionati di scienze naturali.
2. Mostrare un'ampia istantanea sulle farfalle notturne che volano in Europa nello stesso periodo, facendo anche presente la necessità di proteggerle insieme all'ambiente in cui vivono.
3. Mettere a disposizione del pubblico i dati acquisiti e la loro analisi.

## Manifestazioni realizzate

### 1e Notti europee delle farfalle notturne
La prima edizione della manifestazione si è svolta dal 12 al 16 agosto 2004. 
- Numero di partecipanti: 154 di 21 paesi
- Numero di località: 159 di 23 paesi
- Numero delle specie di farfalle notturne osservate (Macroheterocera): 850 (31% di tutte le specie d'Europa)
- Risultati e loro analisi: Atalanta (luglio 2005), 36 (1/2): pag. 311-358 (DE – Marktleuthen)

### 2e Notti europee delle farfalle notturne
La seconda edizione si è svolta dal 30 giugno al 4 luglio 2005.
- Numero di partecipanti: 400 di 23 paesi
- Numero di località: 380 di 24 paesi
- Numero delle specie di farfalle notturne osservate (Macroheterocera): 975 (36% di tutte le specie d'Europa)
- Risultati e loro analisi: Atalanta (agosto 2007), 38 (1/2): pag. 229-277 + 309 (DE – Marktleuthen)

### 3e Notti europee delle farfalle notturne
La terza edizione si è svolta dal 27 aprile al 1º maggio 2006.
- Numero di partecipanti: 392 di 26 paesi
- Numero di località: 436 di 29 paesi
- Numero delle specie di farfalle notturne osservate (Macroheterocera): 553 (20% di tutte le specie d'Europa).

### 4e Notti europee delle farfalle notturne
La quarta edizione si è svolta dall'11 al 15 ottobre 2007. I dati sono ancora in fase di elaborazione.

## Prossime manifestazioni
- 5e EMN: 24 - 28 luglio 2008
- 6e EMN:  21 - 25 maggio 2009
- 7e EMN: 9 - 13 settembre 2010